# Lingua liburnica
La lingua liburnica è una lingua estinta parlata dall'antico popolo dei Liburni, che in tempi classici abitava la regione della Liburnia, situata nei Balcani nord-occidentali. La teoria più accreditata identifica il liburnico come lingua indoeuropea, al pari delle circonvicine lingue illiriche, tuttavia, la presenza al suo interno di elementi pre-indoeuropei caratteristici del Mediterraneo antico rende difficile una chiara classificazione all'interno della famiglia linguistica indoeuropea.

## Classificazione
Non sono sopravvissuti documenti scritti in lingua liburnica e le uniche testimonianze linguistiche disponibili sono i toponimi, antroponimi e nomi gentilizi della Liburnia, conservatisi nella forma latinizzata del I secolo.
Studiando l'onomastica della provincia romana della Dalmazia, Géza Alföldy concluse che i Liburni e gli Istri appartenevano alla zona di influenza venetica. In particolare, alcuni antroponimi liburnici mostrano forti affinità col venetico, alcuni nomi simili e radici comuni, come Vols-, Volt- e Host- (<PIE *ghos-ti-, "straniero", "ospite"). Talvolta i nomi liburnici e venetici presentano anche alcuni suffissi in comune, come il -cicus e il -cus.
Jürgen Untermann si concentrò maggiormente sull'onomastica liburnica e collegò solo i liburni della costa istriana orientale e del Quarnaro ai Veneti. Untermann ha classificato i nomi in tre gruppi: uno nella Liburnia settentrionale strutturalmente simile a quello degli Istri e dei Veneti; un altro legato ai Dalmati, agli Iapodi e agli altri Illiri della terraferma a sud del territorio dei liburni; e un terzo gruppo di nomi comune in tutto il territorio liburnico, senza alcuna relazione con i popoli circostanti.
Secondo Radoslav Katičić, i nomi delle divinità locali hanno diverse distribuzioni regionali, inoltre i toponimi, sia nella struttura che nella forma, mostrano una maggiore diversità e una dispersione più ampia, con caratteristiche pre-indoeuropee, indoeuropee e locali, a dimostrazione di una completa separazione etno-linguistica. Slobodan Čače osservò che l'appartenenza della lingua liburnica ai gruppi della zona nord-adriatica piuttosto che a quelli degli Iapodi e dei Dalmati è difficile da dimostrare a causa di una scarsa presenza di resti.
La presenza di alcuni forti elementi pre-indoeuropei nella lingua liburnica, osservabili soprattutto nelle relazioni sociali dei Liburni, appare senza dubbio legate al loro separato sviluppo culturale, all'isolamento territoriale e alle caratteristiche etniche peculiari.
I Liburni vennero conquistati dai Romani nel 35 a.C., ma nonostante la romanizzazione, specialmente nelle grandi città, i Liburni mantennero le loro tradizioni fino al IV secolo, come testimoniato dai resti archeologici.